# Ахмадов, Ризван Адланович
Ризва́н (Даду́) Адла́нович Ахма́дов (чечен. Ӏадлани-воӀ Ризван/Даду; 6 сентября 1957, Талды-Курганская область, Казахская ССР, СССР — 27 июня 2002, Мескер-Юрт, Чечня) — один из наиболее влиятельных полевых командиров Второй чеченской войны, наиб (заместитель) своего брата Рамзана Ахмадова, после его смерти — амир Исламской бригады и командующий Центральным фронтом Вооружённых сил Ичкерии. Считается основоположником партизанской войны в Чеченской Республике 2000—2009 годов.

## Биография

### Ранние годы
Родился 6 сентября 1957 года в Талды-Курганской области Казахстана, куда семья Ахмадовых была депортирована в феврале 1944 года. Выходец из тайпа Гендарганой. После реабилитации чеченского народа вместе с семьёй Ризван вернулся в Чечено-Ингушскую республику, в город Урус-Мартан.
В 1975–1976 годах проходил службу в рядах Вооружённых сил Советского союза.

### Первая чеченская война
В Первую чеченскую войну Ризван Ахмадов принимал активное участие в боевых действиях против российских войск; в 1996 году был тяжело ранен в селе Гойское, Урус-Мартановского района. В 1998—1999 годах обвинялся в похищении людей.

### Вторая чеченская война
В 1999—2000 годах входил в число основных командиров, оборонявших город Грозный.
Оппозиционный чеченский сайт «Kavkazcenter.com» отводит ему основную роль в уничтожении Псковского десанта в конце февраля — в начале марта 2000 года.
Амир (глава) Исламской бригады (ИБ) с десятого февраля 2001 года.
Принимал активное участие в организации высшего военного совета ЧРИ (Маджлисуль Шура), посвященного консолидации разрозненных чеченских сил в борьбе с Россией.
В апреле 2002 года совместно с братом Зелимханом Ахмадовым организовал теракт против сотрудников чеченского ОМОНа, в результате которого погибло восемнадцать милиционеров.
В последние годы своей жизни Ризван Ахмадов испытывал серьёзные проблемы со здоровьем. Несмотря на уговоры родственников и соратников, он отказывался покидать Чечню ради лечения.

### Смерть
На "Даду" и его телохранителей несколько раз устраивались засады, но боевики всегда ускользали из ловушки самым непостижимым образом.
— Олег Петровский, 01.07.2002.

Был убит 27 июня 2002 года в селении Мескер-Юрт Шалинского района Чеченской Республики в результате совместной спецоперации милиции и внутренних войск. 
По другим данным, был убит Мовсаром Бараевым. Согласно сюжету ОРТ, сразу после убийства Ахмадова, чтобы отвести от себя подозрения, Бараев и его люди похитили в Грозном трёх человек и предоставили этих людей в качестве информаторов, сообщивших о месте нахождения Ризвана Ахмадова правоохранительным органам. Однако данная версия опровергается сайтом памяти братьев Ахмадовых:

27 июня 2002 г. Ризван и его товарищи остановились для отдыха в селе Мескер-Юрт, и когда они вышли из дома, национал предатели, успевшие за короткий срок устроить засаду около дома, в котором они находились, открыли огонь, в результате Ризван получил сильное ранение, отстреливался сколько мог, взял гранату, выдернул чеку, чтобы не попасть в плен. Ризван и сопровождавшие его товарищи стали шахидами, по воле Аллаха.

— ahmadov.org

## Награды
Указом президента непризнанной Чеченской Республики Ичкерия Ризван Ахмадов был награждён высшим орденом ЧРИ «Къоман сий» («Честь нации») (посмертно).